# Timonius wrayi
Timonius wrayi är en måreväxtart som beskrevs av George King och James Sykes Gamble. Timonius wrayi ingår i släktet Timonius och familjen måreväxter. Inga underarter finns listade i Catalogue of Life.